# Variété de drapeaux généralisée
En mathématiques, une variété de drapeaux généralisée ou tordue est un espace homogène d'un groupe (algébrique ou de Lie) qui généralise les espaces projectifs, les grassmanniennes, les quadriques projectives et l'espace de tous les drapeaux de signature donnée d'un espace vectoriel.
La plupart des espaces homogènes de points ou de figures de la géométrie classique sont des variétés de drapeaux généralisées ou des espaces symétriques ou des variétés symétriques (analogues en géométrie algébrique des espaces symétriques), ou leur sont liés.